# Ludwig Paischer
Ludwig Paischer (Oberndorf bei Salzburg, 28 de novembro de 1981) é um judoca austríaco.

## Resultados
| Ano  | Campeonato         | Lugar  | Classe    |
| ---- | ------------------ | ------ | --------- |
| 2008 | Jogos Olímpicos    | Prata  | até 60 kg |
| 2008 | Campeonato Europeu | Ouro   | até 60 kg |
| 2007 | Campeonato Mundial | Bronze | até 60 kg |
| 2006 | Campeonato Europeu | Bronze | até 60 kg |
| 2005 | Campeonato Mundial | Prata  | até 60 kg |
| 2005 | Campeonato Europeu | Prata  | até 60 kg |
| 2004 | Campeonato Europeu | Ouro   | até 60 kg |
| 2003 | Campeonato Europeu | Bronze | até 60 kg |
| 2002 | Campeonato Europeu | 7º     | até 60 kg |